# Isabell Roch
Isabell Roch [ɪzabɛl ʁoχ] (n. 26 iulie 1990, la Erlenbach am Main) este o fostă handbalistă germană care a jucat pentru clubul românesc SCM Râmnicu Vâlcea și pentru echipa națională a Germaniei. Roch a evoluat pe postul de portar. În ianuarie 2023 s-a anunțat că din vara lui 2023, Roch va pleca de la SCM Râmnicu Vâlcea după două sezoane și se va întoarce în Germania. Dar în septembrie 2023, ea a revenit la echipa vâlceana după accidentarea Ralucăi Kelemen. În 2024 s-a retras din handbal.
Handbalista a debutat în selecționata Germaniei pe 21 martie 2018 și a luat parte la campionatul european din 2018, la cel din 2020 și la campionatul mondial din 2019.
Isabell Roch este fiica fostului handbalist Siegfried Roch, laureat cu medalia de argint la Jocurile Olimpice din 1984.

## Palmares
- Liga Campionilor EHF:
  - Optimi de finală: 2021

- Liga Europeană:
  - Sfertfinalistă: 2022, 2023

- Cupa EHF:
  - Sfertfinalistă: 2017

- Cupa Cupelor:
  - Sfertfinalistă: 2011, 2015

- Cupa Challenge:
  -  Finalistă: 2009

- Handball-Bundesliga:
  -  Câștigătoare: 2017, 2021

- Liga Națională:
  -  Medalie de bronz: 2022

- Cupa României:
  -  Finalistă: 2022

## Distincții individuale
- Cel mai bun portar al Turneului celor patru națiuni: 2008, 2009[12]
- Cel mai bun portar de la Cupa Erlengrund: 2014[13]